# Змијски стуб
Змијски стуб висок 8 m један је од најстаријих споменика настао после велике победе Грка над Персијанцима код Саламине и Платеје 479. године пре нове ере. У првобитном изгледу био је све до краја 17. века, када се стуб срушио.

## Историјат
Стуб је првобитно био постављен 479. г.одине п. н. е. у Аполоновом храму у Делфима. У Цариград је донет највероватније у време Константина Великог. Данас је висок 5,5 м, док је оригинал био висок 8 м. 
Споменик се састоји од 3 спирално испеплетане змије, на чијим се главама налазила златна ваза. Стуб се срушио 1700. године, две змијске главе су сачуване и једна се налази у археолошком музеју у Истанбулу, а друга је у Британском музеју. Златна ваза са врха је тада нестала.